# 전북일보
전북일보(全北日報)는 전북특별자치도 지역의 신문사이다.

## 역사
- 1950년 10월 15일 전북일보 창간
- 1973년 4월 1일 전북일보과 전북매일신문, 호남일보를 통합하여, 전북신문으로 변경.
- 1983년 6월 1일 전북일보 제호 변경
- 1984년 신사옥 이전
- 1999년 1월 1일 조간 전환

## 사시
정의를 신념으로, 봉사를 사명으로, 도민을 주인으로

## 역대 회장
- 박용상 (1969 ~ 1970)
- 서정상 (1977 ~ 1979 / 1998 ~ 2001)
- 서정복 (1979 ~ 1983)
- 서창훈 (2007 ~ )

## 통계
| 발행 부수(전북)               | 발행 부수(전북) | 발행 부수(전북) | 발행 부수(전북) | 발행 부수(전북) |
| 2010년                        | 2012년          | 2014년          | 2016년          | 비고            |
| ----------------------------- | --------------- | --------------- | --------------- | --------------- |
| 26,326                        | 25,526          | 25,490          | 25,515          |                 |
| 출처: 한국ABC협회, 미디어오늘 |                 |                 |                 |                 |